# José Luis Iriarte Errazti
José Luis Iriarte Errazti (Azpeitia, Guipúscoa, 1937) és un perit industrial i polític basc. Militant del Partit Nacionalista Basc, fou escollit senador per Guipúscoa a les eleccions generals espanyoles de 1979.